# Dominique Swain
Dominique Ariane Swain (Malibu, Califórnia, 12 de agosto de 1980) é uma atriz americana. É irmã da também atriz Chelse Swain.
Tornou-se conhecida ao protagonizar Lolita (1997), adaptação de Adrian Lyne da obra homônima de Vladimir Nabokov. Também atuou em Dead in the Water, de 2002, filmado no Brasil.

## Filmografia
| Ano  | Título Original                    | Personagem            |
| ---- | ---------------------------------- | --------------------- |
| 2017 | Deprivation                        | Abby                  |
| 2017 | The Ten Bells                      | Rose Kendall          |
| 2016 | Boone: The Bounty Hunter           | Olivia                |
| 2016 | Magik                              | Calysta               |
| 2016 | Minutes to Midnight                | Chloe                 |
| 2016 | Spreading Darkness                 | Fiona Funari          |
| 2016 | State of Desolation                | Tina                  |
| 2016 | The 6th Friend                     | Heather               |
| 2016 | The Back Room                      | Stacy                 |
| 2016 | The Demon in the Dark (curta)      | Giganta               |
| 2016 | The Matadors                       | Madonna               |
| 2016 | The Wrong Roommate (filme para TV) | Janice                |
| 2016 | Widows (curta-metragem)            | Amanda Brandt         |
| 2016 | You Have a Nice Flight             | Ashley                |
| 2015 | 6 Ways to Die                      | Steph Garcia          |
| 2015 | A Horse Tale                       | Sydney                |
| 2015 | Embers                             |                       |
| 2015 | Hunted: Battle of the Drones       | Alexandra Hayes       |
| 2015 | No Deposit                         |                       |
| 2015 | Fatal Flip                         | Alex                  |
| 2015 | Rock Story                         | Sammy Carlson         |
| 2015 | Sharkansas Women's Prison Massacre | Honey                 |
| 2015 | The Mourning                       | -                     |
| 2015 | Skin Traffik                       | Anna Peel             |
| 2014 | Boudoir (curta)                    | Colette               |
| 2014 | Fatal Instinct                     | Ally                  |
| 2014 | The Knockout Game (curta)          | Citizen               |
| 2014 | The Lost Girls                     | Lucy                  |
| 2013 | Blue Dream                         | Gena                  |
| 2013 | Nazis at the Center of the Earth   | Dr.Paige Morgan       |
| 2012 | Private War (video)                | LCpl. Roberts         |
| 2012 | The Girl from the Naked Eye        | Alissa                |
| 2010 | Road to NowHere                    | Nathalie Post         |
| 2010 | Trance                             | Laura                 |
| 2009 | Nightfall                          | Quinn                 |
| 2009 | Stuntmen                           | Mindy Danger          |
| 2008 | Toxic                              | Nadia                 |
| 2008 | Borders (curta)                    | Ashley                |
| 2008 | Capers                             | Mercy                 |
| 2008 | Noble Things                       | Amber Wades           |
| 2008 | Prairie Fever (video)              | Abigail               |
| 2008 | Stiletto                           | Nancy                 |
| 2007 | Dead Mary (video)                  | Kim                   |
| 2007 | Fall Down Dead                     | Christie Wallace      |
| 2007 | The Pacific and Eddy               | Chelsea               |
| 2007 | White Air                          | Christie              |
| 2006 | All In                             | Ace                   |
| 2006 | Alpha Dog                          | Susan Hartunian       |
| 2006 | Totally Awesome (filme para TV)    | Lori                  |
| 2005 | Devour                             | Dakota                |
| 2005 | Journeyman                         | Dominique             |
| 2005 | The Locrian Mode (curta)           | Jill                  |
| 2004 | Out of Season                      | Kelly Phillips        |
| 2004 | The Freediver                      |                       |
| 1997 | A Outra Face                       | Jamie Archer          |
| 1997 | Lolita                             | Dolores Raze "Lolita" |